# Portal (Dakota del Nord)
Portal è un centro abitato (city) degli Stati Uniti d'America, situato nella Contea di Burke nello Stato del Dakota del Nord. Nel censimento del 2000 la popolazione era di 131 abitanti. La città è stata fondata nel 1907.

## Geografia fisica
Secondo i rilevamenti dell'United States Census Bureau, la località di Portal si estende su una superficie di 1,50 km², tutti occupati da terre.

## Attività
Portal è situata a ridosso del confine con il Canada ed è un importante centro per il traffico di veicoli su gomma e su rotaia. North Portal, in Saskatchewan, è giusto al di là della frontiera. È una delle tre frontiere del Dakota del Nord aperte tutto il giorno (le altre sono a Dunseith e a Pembina). Il paese è inoltre noto per il suo campo da golf "internazionale": la nona buca in parte si trova negli Stati Uniti e in parte in Canada.

## Popolazione
Secondo il censimento del 2000, a Portal vivevano 131 persone, ed erano presenti 43 gruppi familiari. La densità di popolazione era di 90 ab./km². Nel territorio comunale si trovavano 98 unità edificate. Per quanto riguarda la composizione etnica degli abitanti, il 99,24% era bianco e lo 0,76 era nativo.
Per quanto riguarda la suddivisione della popolazione in fasce d'età, il 17,6% era al di sotto dei 18, l'1,5% fra i 18 e i 24, il 24,4% fra i 25 e i 44, il 38,9% fra i 45 e i 64, mentre infine il 17,6% era al di sopra dei 65 anni di età. L'età media della popolazione era di 48 anni. Per ogni 100 donne residenti vivevano 101,5 maschi.